# Пепелявосив змияр
Пепелявосив змияр (Circaetus cinereus) е вид птица от семейство Ястребови (Accipitridae). Среща се в Южна и Източна Африка, в страни като Судан, ЮАР, Мавритания и Сенегал.
Достига височина 60 – 70 cm и живее 7 – 10 г. Оперението е изцяло кафяво, но при някои индивиди може да се срещат и бели пера.
Храни се предимно със змии и може да убива отровни змии като кобри. Дебелата кожа на краката осигурява естествена защита срещу ухапване. Освен със змии, се храни и с гущери и малки бозайници.
Предпочита да използва изоставени и частично разрушени гнезда направени от други птици, които поправя. Когато свива ново гнездо, избира дърво или висока скала, далеч от хищници и човешки селища.
Както при други видове орли змияри, женската снася и мъти едно яйце годишно. Малките орли остават в гнездото 60 – 100 дни, докато заякнат достатъчно да могат да летят и до няколко седмици след това стават напълно самостоятелни.

## Разпространение
Видът е разпространен в Ангола, Бенин, Ботсвана, Буркина Фасо, Бурунди, Гамбия, Гана, Гвинея, Гвинея-Бисау, Еритрея, Етиопия, Замбия, Зимбабве, Камерун, Демократична република Конго, Кот д'Ивоар, Кения, Либерия, Малави, Мали, Мавритания, Мозамбик, Намибия, Нигер, Нигерия, Руанда, Сенегал, Сиера Леоне, Сомалия, Судан, Свазиленд, Танзания, Того, Уганда, Централноафриканската република, Чад, Южна Африка и Южен Судан.